# Wawayanda Lake
Der Wawayanda Lake ist ein nicht ganz zwei Kilometer langer See im US-Bundesstaat New Jersey. Er gilt als eine der Hauptattraktionen des Wawayanda State Park, der sich im Passaic County befindet. Der See hat eine Fläche von mehr als einem Quadratkilometer.
Der See wird für verschiedene Sportarten genutzt. Es gibt einen bewachten Sandstrand zum Schwimmen, eine Bootsanlegestelle, an der man eigene Boote zu Wasser lassen kann und die Möglichkeit unterschiedliche Boote zu mieten. Im See werden Forellen und Lachse eingesetzt, sowie einige weitere Fischarten, die für Besucher mit einer Angelerlaubnis zum Fischen freigegeben sind.

## Geschichte
Das Gebiet um den Wawayanda Lake gehörte historisch zu den Jagd- und Fischgründen des Indianerstammes der Lenni Lenape, die, weil sie im Totem ihres Klans einen Wolf trugen, dem Wolf Klan zugerechnet wurden. Im Amerikanischen Unabhängigkeitskrieg soll eine Gruppe von Lenni Lenape, die George Washington unterstützten, unter der Führung ihres Häuptlings Black Eagle in der Nähe des Sees gelagert haben.
Die ersten Aufzeichnungen zu dem Gebiet um den See stammen von 1683 und beurkunden eine Übertragung des Landes an den Earl of Perth. Aus dem Beginn des 19. Jahrhunderts ist bekannt, dass in der Nähe des Sees eine Sägemühle betrieben wurde. Zwischen 1830 und 1840 wurde das Land an Spekulanten verkauft, die sich für die Erzvorkommen interessierten. In der Folge wurde Eisenerz abgebaut und vor Ort eingeschmolzen. In diesem Zusammenhang wurde am nördlichen Ende des Sees ein Damm gebaut und eine Ortschaft mit dem Namen Double Pond erbaut. Die Ortschaft existiert heute nicht mehr und man kann als einziges Relikt heute noch einen steinernen Schmelzofen besichtigen.